# Рекесвинт
Рекесвинт (Рецесвинт; Rekkeswinth; † 1 септември 672 в Gerticos) е крал на вестготите, управлявал в периода 649-672 г. Син е на Хиндасвинт и кралица Рекиберга. От 649 г. до смъртта на баща си е негов съ-владетел.
След смъртта на Хиндасвинт през 653 г. избухнало въстание, начело на което стоял някой си Фрой, за който нищо друго не е известно, което Рекесвинт бързо потушил.
Още през 654 г. се появява преработен вариант на вестготския сборник от закони, т.нар. „Съдебна книга“, в която заедно с 324 закони на предишни крале, влизат и 99 закона на Хидасвинт и 87 закони на Рекесвинт. Кралският едикт за обнародването на „Съдебната книга“ забранява използването на други юридически сборници. Освен това с него юридически се потвърждава равноправието на римляни и вестготи, което фактически съществува много по-отдавна.
Бедните получили от Рекесвинт право да водят свои процеси пред епископски съд. Рекесвинт забранил да не нанасят на робите телесни наказания и постановил, че робите, извършили престъпление по заповед на своя господар, не носят отговорност.